# Alfredo Ugarte
Alfredo José Ugarte Peña (18 de septiembre de 1964) es un entomólogo y presentador de televisión, conocido popularmente como "bichólogo". Acude recurrentemente a programas para explicar detalles y problemáticas relacionadas con los insectos. Científico, promotor del conocimiento de la naturaleza a través del método científico, lo que ha plasmado durante toda su carrera a través de descripciones de insectos, mamíferos y animales, incluso en temas polémicos como la sexualidad.

## Primeros años
Alfredo Ugarte vivió hasta los 3 años en Mulchén, momento en que su padre del mismo nombre falleció en un accidente automovilístico y su familia se trasladó a Santiago. Allí, por influencia de su familia materna, especialmente de su tío Luis Peña Guzmán, entomólogo y naturalista, brotó su pasión por la naturaleza. Fue sobrino y posterior hijastro del dramaturgo Egon Wolff.
Estudió en el colegio San Juan Evangelista. Ingresó a ingeniería agrónoma en la Universidad Austral de Valdivia y tras dos años se trasladó y la continuó en la Universidad Católica, graduándose con especialidad en fitotecnia en 1992. Desde entonces trabajó en una relación de tutelaje con Luis Peña alrededor de 10 años, hasta su fallecimiento. Realizó una estancia en el Museo Americano de Historia Natural de Nueva York y se transformó en entomólogo.

## Carrera y proyectos
Comenzó su carrera televisiva en TVN, primero en Súper salvaje el año 1999, invitado por su amigo Felipe Camiroaga, y luego al programa matinal Pase lo que pase. Desde el 2002 animó el programa La ley de la selva de Mega, con Sebastián Jiménez y Jeannette Moenne-Loccoz. Allí se hizo conocido por su intrépida interacción con animales la cual más tarde abandonó. En 2005 migró a Canal 13, junto a Moenne-Loccoz, para presentar Brigada animal. En este programa se dirigió al zoológico de Mendoza y alimentó a una elefanta africana dentro de sus jaulas, la cual lo salió persiguiendo y estuvo a punto de atacarlo, pero Ugarte alcanzó a huir. Desde 2007 protagoniza Bitácora de viaje en 13C, programa que muestra lugares y costumbres de distintos países.
Cofundó en noviembre de 2013 el proyecto Selva Viva, una edificación ubicada en el Parque Araucano (comuna de Las Condes) que imita a una selva tropical con reptiles, anfibios, mamíferos, aves y un mariposario. En 2016 Selva Viva fue televisada por Canal 13 dentro del programa Sábado de reportajes y en 2017 en TVN. A comienzos de 2017, Selva Viva fue cerrado temporalmente para trasladarlo a otra propiedad debido a problemas económicos.
Ugarte ha producido programas para la BBC y NatGeo. También ha sido una figura publicitaria de insecticidas durante varios años.
Ha sido criticado por divulgar una serie de conceptos errados por televisión, incluso contradiciendo publicaciones científicas.

## Vida personal
Alfredo Ugarte vive en Colina. Está casado con una profesora de ciencias naturales con quien ha tenido siete hijos, uno de los cuales falleció. En su hogar tiene como mascotas a gallinas, conejos, una oveja, una cabra y una cerda. Por algunos años también tuvo dos cocodrilos que perecieron en un accidente eléctrico.
Influido por su estancia en el colegio San Juan Evangelista, Ugarte es un devoto católico. Declara que era una escuela "muy liberal", pero "me enseñaron que la religión católica era de verdad maravillosa. Lo vi en los curas que me formaron, en los scouts, y les creí. Gracias a Dios que les creí, porque hoy me doy cuenta de que realmente ahí está la felicidad." Por esta razón, Ugarte está en contra del aborto y no tuvo relaciones sexuales prematrimoniales hasta casarse a los 30 años.